# Liane Melzer
Liane Melzer (* 20. Oktober 1952 in Aschaffenburg) ist eine deutsche Politikerin (SPD). Sie war von 2008 bis 2013 Senatorin in Rostock und von 2013 bis 2019 Bezirksamtsleiterin von Altona.

## Leben
Liane Melzer studierte zunächst Rechtswissenschaft und promovierte an der Universität Hamburg. Ihre Dissertation trägt den Titel Die Gesetzgebung des Rats der Volksbeauftragten (1918/1919): Entstehungsgeschichte und Weitergeltung (1988). Nach dem Studium war sie als Rechtsanwältin in Hamburg tätig. Sie leitete das Büro der stellvertretenden Ministerpräsidentin in Kiel und arbeitete im Rechtsamt der Hansestadt Rostock. Danach übernahm sie die stellvertretende Leitung des Senatsamtes für Gleichstellung in Hamburg. 2001 wurde sie Dezernentin für Soziales, Jugend, Gesundheit und Sozialraummanagement im Bezirksamt Altona. 2008 trat sie das Amt der Senatorin für Jugend und Soziales, Gesundheit, Schule und Sport, Kultur in Rostock an. Am 6. Juni 2013 wurde sie zur ersten weiblichen Bezirksamtsleiterin gewählt. Dabei erhielt sie als Kandidatin von SPD und Grünen 29 von 50 Stimmen. Mit Beginn ihrer Amtszeit am 2. September 2013 trat sie die Nachfolge des bisherigen Bezirksamtsleiters Jürgen Warmke-Rose (parteilos) an. Ihre Nachfolgerin wurde am 2. Dezember 2019 Stefanie von Berg (Grüne).

## Werke
- Die Gesetzgebung des Rats der Volksbeauftragten (1918/1919): (Entstehungsgeschichte und Weitergeltung). Hamburg, Univ., Diss., 1988